# Halbemond
Halbemond est une commune allemande de l'arrondissement d'Aurich, dans le land de Basse-Saxe.